# Independent Fisheries

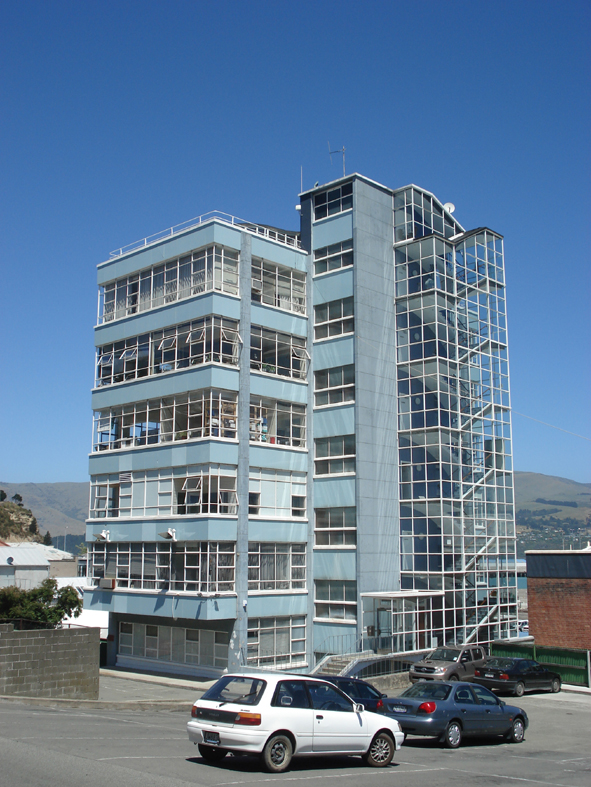
Shadbolt House en 2008.

Independent Fisheries es una de las empresas pesqueras privadas más grandes de Nueva Zelanda. Comenzó como una tienda de pescado y patatas fritas suburbana en 1956, se convirtió en una empresa pesquera en 1960, creció hasta adquirir varios barcos e instalaciones de almacenamiento y cuenta con más de 500 empleados. En su apogeo, la empresa empleaba a más de 1000 personas. La empresa se especializa en la captura de barracouta, jurel, bacaladilla y pota flecha. Exporta principalmente a Australia.

## Historia
Howard Shadbolt inició lo que eventualmente se convirtió en Independent Fisheries en Christchurch en 1956. Originalmente era una tienda de pescado y patatas fritas en el suburbio de Linwood. Se convirtió en Pesca Independiente en 1960. Shadbolt se retiró de la empresa en 1980 y su hijo, Charles Shadbolt, asumió el control. Charles Shadbolt recibió la Orden del Mérito de Nueva Zelanda en los Honores de Año Nuevo de 2017 y murió en febrero de 2017.
En 1992, Independent Fisheries abrió una cámara frigorífica en Lyttelton. La empresa puso en funcionamiento un barco pesquero de 43 metros (47,0 yd) en 1997, Independent 1, que permitía procesar pescado recientemente congelado a bordo de su arrastrero de aguas profundas. Requiere dos tripulaciones de 36 personas y se vendió a Sealord en 2011, después de haber estado fletado durante tres años. Más tarde le cambiaron el nombre a Aukaha. A mediados de 2016 la empresa inició la operación de una embarcación conocida como FV Irvinga. Debido a la escasez de trabajo, tres de los buques de la compañía permanecieron en el puerto de Lyttelton durante meses a partir de agosto de 2020. Los trabajadores extranjeros llegaron en octubre con la intención de comenzar a trabajar después de 14 días de aislamiento controlado por COVID-19.
En 1974, la empresa construyó una fábrica en Woolston. Los graves daños causados por el terremoto de Christchurch de febrero de 2011 y la competencia de Asia obligaron a la fábrica a cerrar el 18 de diciembre de 2013. El cierre provocó la pérdida de más de 200 puestos de trabajo. Shadbolt House, que alguna vez fue propiedad de Lyttelton Port Company y adquirida por Independent Fisheries en la década de 1990, también resultó dañada en el terremoto de Christchurch y quedó desocupada en 2011. Independent Fisheries intentó arreglar el edificio, pero su antigüedad, habiendo sido construido en 1959, hizo que su reparación costara prohibitiva; La demolición comenzó en octubre de 2012, con la expectativa de que tomaría un mes. Shadbolt House albergaba la operación de la flota de Independent Fisheries. Después de la demolición, la empresa planeaba construir un desarrollo comercial o minorista en el sitio.
En septiembre de 2017, Independent Fisheries se vio obligada a deshacerse de 30 000 kg (66 138,7 lb) de bacaladilla austral para salvar un barco. Posteriormente, este incidente dio lugar a cargos en mayo de 2019 por hacer una declaración falsa o engañosa en los registros en virtud de la ley de pesca de 1996 y no declarar sus 30 000 kg de pérdida de pescado. El juez dijo que «el capitán se enfrentó a un hecho real y potencialmente mortal cuando el cable de arrastre (cuerda de remolque) roto se enredó alrededor de la hélice del barco», y que la empresa no tenía intención de engañar. El abogado de Independent Fisheries lo calificó de «delito involuntario».
Entre diciembre de 2007 y junio de 2011, Independent Fisheries donó un total de 17 500 dólares al parlamentario laborista Clayton Cosgrove, quien había redactado un proyecto de ley que, de aprobarse, beneficiaría financieramente a Independent Fisheries. Cuando se le preguntó en el programa de televisión Newshub Nation si tenía un conflicto de intereses, respondió que no, ya que no tenía condiciones previas. Dijo que los cuestionamientos sobre las donaciones eran una «campaña de desprestigio» del Partido Nacional.
En septiembre de 2023, Sealord Group acordó adquirir Independent Fisheries.